# Eriocaulon perplexum
Eriocaulon perplexum är en gräsväxtart som beskrevs av Yoshisuke Satake och Hiroshi Hara. Eriocaulon perplexum ingår i släktet Eriocaulon och familjen Eriocaulaceae. Inga underarter finns listade i Catalogue of Life.